# نیروگاه برق (همدان)
نیروگاه برق همدان (خیابان عباس‌آباد، دامنه تپه عباس‌آباد در همدان)، مربوط به دوره پهلوی است که این اثر در تاریخ ۵ تیر ۱۳۸۴ با شمارهٔ ثبت ۱۱۹۵۰ به‌عنوان یکی از آثار ملی ایران به ثبت رسیده. است. این نیروگاه پس از مرمت به موزه برق همدان تبدیل شده است و تحت حفاظت سازمان میراث فرهنگی است.